# 脈絡膜層
脈絡膜層（英語：Tapetum lucidum），又稱為明毯、脈絡膜反光毯、透明絨氈層。是大多數脊椎動物具有的眼睛結構，這層結構就像鏡子一樣將視網膜裡的光線反射回去，並再次投射到視網膜上，進而提升動物在有月光、星光等微弱光線的環境下看得一清二楚。
因為這個反射結構的關係，導致有部分光線會從動物的眼睛裡反射出來，使得動物的眼裡發出顯眼的亮光。
大部分的脊椎動物都具有明毯，而靈長目除了原猴亞目以外都沒有這種結構。
明毯的細胞分子層面方面會因為動物種類的關係，以致不同動物的反射光的顏色都大不相同。

## 延伸閱讀
- http://scistore.colife.org.tw/management/Upload/dragon/20170106175321384_%5B247%5D.pdf%5B%5D
- 1. Ollivier, F. J.; Samuelson, D. A.; Brooks, D. E.; Lewis, P. A.; Kallberg, M. E.; Komaromy, A. M. 2004. Comparative morphology of the tapetum lucidum (among selected species). Veterinary Ophthalmology. 7(1): 11-22.